# Ptychopetalum olacoides
A Ptychopetalum olacoides a szantálfavirágúak rendjén belül a büdösfafélék (Olacaceae) családjába tartozó Ptychopetalum nemzetség egyik faja.
Az Amazonas vidékén élő fa fás részéből és gyökeréből gyógyszereket gyártanak. A növényt egyéb más neveken is ismerik, mint muira puama, mara puama, marapuama, vagy marapama.[forrás?]

## Felhasználása
Nem ismertek a növény hatóanyagának hatásai, mellékhatásai és gyógyszerkölcsönhatásai az emberi szervezetben.
Nincs elegendő és kellő bizonyíték arra, hogy valóban hatásosak-e a növény drogját tartalmazó gyógyszerek, amiket az alábbi problémákra használnak:
- szexuális zavarok megelőzésére, nemi vágy serkentésére (afrodiziákum),
- gyomorrontásra,
- menstruációs zavarokra,
- fájó ízületekre,
- étvágytalanságra,
- gyermekbénulás okozta paralízisre.